# Yostar Pictures
Yostar Pictures (Nhật: 株式会社Yostar Pictures Hepburn: Kabushiki-gaisha Yostar Pictures) là một xưởng phim hoạt hình Nhật Bản tại Chiyoda, Tokyo được thành lập vào năm 2020 với tư cách là công ty con của hãng phát triển trò chơi điện tử Trung Quốc Yostar.

## Tác phẩm

### Series truyền hình
| Tựa đề                         | Đạo diễn        | Phát sóng lần đầu ngày bắt đầu | Phát sóng lần đầu ngày kết thúc | Số tập | Ghi chú                                                                | Tham khảo |
| ------------------------------ | --------------- | ------------------------------ | ------------------------------- | ------ | ---------------------------------------------------------------------- | --------- |
| Azur Lane: Slow Ahead! (mùa 1) | Jinbo Masato    | 21 tháng 1 năm 2021            | 30 tháng 3 năm 2021             | 12     | Dựa trên trò chơi điện tử Azur Lane. Đồng sản xuất với Candy Box.      | [ 2 ]     |
| Arknights: Prelude to Dawn     | Watanabe Yuki   | 29 tháng 10 năm 2022           | 27 tháng 12 năm 2022            | 8      | Dựa trên trò chơi điện tử Arknights. Mùa đầu tiên của series.          | [ 3 ]     |
| Arknights: Perish in Frost     | Watanabe Yuki   | 7 tháng 10 năm 2023            | 25 tháng 11 năm 2023            | 8      | Phần tiếp theo của Arknights: Prelude to Dawn. Mùa thứ hai của series. | [ 4 ]     |
| Blue Archive The Animation     | Yamagishi Daigo | 7 tháng 4 năm 2024             | 23 tháng 6 năm 2024             | 12     | Dựa trên trò chơi điện tử Blue Archive. Đồng sản xuất với Candy Box.   | [ 5 ]     |
| Go! Go! Loser Ranger! (mùa 1)  | Sato Keiichi    | 7 tháng 4 năm 2024             | 30 tháng 6 năm 2024             | 12     | Dựa trên manga của Haruba Negi.                                        | [ 6 ]     |
| Sorairo Utility                | Saitō Kengo     | 4 tháng 1 năm 2025             | CTB                             | CTB    | Tác phẩm gốc. Liên quan đến phim anime ngắn.                           | [ 7 ]     |
| Go! Go! Loser Ranger! (mùa 2)  | Sato Keiichi    | 13 tháng 4 năm 2025            | CTB                             | CTB    | Phần tiếp theo của Go! Go! Loser Ranger!.                              | [ 8 ]     |
| Arknights: Rise from Ember     | CTB             | TBA 2025                       | CTB                             | CTB    | Phần tiếp theo của Arknights: Perish in Frost. Mùa thứ ba của series.  | [ 9 ]     |
| Azur Lane: Slow Ahead! (mùa 2) | CTB             | CTB                            | CTB                             | CTB    | Phần tiếp theo của Azur Lane: Slow Ahead!.                             | [ 10 ]    |

### Phim truyện điện ảnh
| Tựa đề          | Đạo diễn    | Ngày phát sóng       | Thời lượng | Ghi chú       | Tham khảo |
| --------------- | ----------- | -------------------- | ---------- | ------------- | --------- |
| Sorairo Utility | Saitō Kengo | 31 tháng 12 năm 2021 | 14 phút    | Tác phẩm gốc. | [ 11 ]    |

### OVA
| Tựa đề                   | Đạo diễn | Ngày phát hành      | Số tập | Ghi chú                              | Tham khảo |
| ------------------------ | -------- | ------------------- | ------ | ------------------------------------ | --------- |
| Azur Lane Queen's Orders | —        | 27 tháng 7 năm 2023 | 2      | Dựa trên trò chơi điện tử Azur Lane. | [ 12 ]    |